# 미스 유니버스 2024
미스 유니버스 2024 는 제73회 미스 유니버스 대회다. 이 대회는 2007년 이후 17년 만에 다시 멕시코에서 개최되었다. 전회 우승자인 니카라과의 셰이니스 팔라시오스가 덴마크의 빅토리아 키에르 테일비그(2003.11.13 ~ )에게 새로운 왕관을 수여하였다. 빅토리아는 덴마크 역사상 첫 우승자가 되었다.

## 장소 및 날짜
2023년 11월 18일, 미스 유니버스 2023 미인 대회에서 사업가 라울 로샤 칸투(Raúl Rocha Cantú)는 비디오 프레젠테이션을 통해 제73회 대회가 멕시코에서 개최될 것이라고 발표했다.

## 참가자 선정
2023년 9월, 뉴욕 패션 위크에서 열린 태너 플레처 쇼에서 미스 유니버스 2022 R'Bonney Gabriel은 미스 유니버스 조직이 18세 이상 참가자의 연령 제한을 없애기로 결정했으며, 이는 2024년 판부터 시행될 것이라고 밝혔다. 이 변경 이전에 미인 대회는 특별한 상황을 제외하고는 미인 대회가 열리는 해에 18-28 세 사이의 여성으로 참여를 제한했다. 또한 키와 몸무게 제한이 없다.

## 교체
프랭키 러셀은 처음에 뉴질랜드 대표로 임명되었다. 그러나 프랜차이즈 소유주는 미스 유니버스 조직(Miss Universe Organization)이 정한 지침을 준수하지 않았다는 이유로 그녀의 대표를 철회하고 프랜차이즈를 포기했다. 그 후, 새로운 조직이 프랜차이즈를 수주하고 Victoria Vincent가 새로운 대표로 임명되었다.
Fay Asghari는 미스 유니버스에서 이란 대표를 선발하는 미스 유니버스 페르시아 2024 미인 대회의 원래 우승자였다. 그러나 Asghari는 결국 그녀의 일과의 충돌로 인해 왕관을 포기하고 첫 번째 준우승자인 Ava Vahneshan으로 대체되었다.
안드레아 래드포드(Andrea Radford)는 7월 미스 유니버스 과테말라에서 우승했지만 임신으로 타이틀을 포기했다. 그녀는 첫 번째 준우승자인 아나 가브리엘라 빌라누에바(Ana Gabriela Villanueva)로 교체되었다.
이리나 자하로바는 원래 2024 미스 유니버스 아르메니아로 선정됐지만 러시아 국적자로 확인된 후 아르메니아 대중의 반발에 직면했다. 결국, 미스 유니버스 조직(Miss Universe Organization)은 그녀가 참가 자격에 대한 규칙을 위반했다고 지적하면서 그녀의 자격을 박탈했다. 그런 다음 그녀는 준우승자 중 한 명인 Emma Avanesyan으로 교체되었다.
Emma Heyst는 원래 Miss Denmark 2024 타이틀을 획득했으며 Miss Universe 2024 대회에서 덴마크를 대표할 자격이 있었다. 그러나 대회 준비가 제대로 되지 않아 9월 대회에서 기권하고 Victoria Kjær Theilvig가 그 자리를 대신해 2024 미스 유니버스 타이틀을 획득했다.

## 데뷔, 재참가 및 참가금지
이번 대회는 벨라루스, 에리트레아, 이란, 소말리아, 아랍에미리트, 우즈베키스탄의 데뷔를 기념한다. 아르메니아, 방글라데시, 벨리즈, 보네르, 보츠와나, 중국, 쿠바, 콩고 민주 공화국, 에스토니아, 지브롤터, 케냐, 키르기스스탄, 마르티니크, 몬테네그로, 뉴질랜드, 루마니아, 사모아, 세네갈, 세르비아, 수리남, 탄자니아, 터키, 터크스 케이커스, 미국령 버진 아일랜드 및 우루과이. 쿠바는 1967년에 마지막으로 대회에 참가했으며, 1984년 마르티니크 대회에서 거의 60년 만에 대회에 참가하는 것은 쿠바가 처음으로 대회에 참가하는 대회가 될 것이다; 1986 년 콩고 민주 공화국을 자이르로, 사모아를 서 사모아로; 1987년의 세네갈; 1990년 지브롤터; 1999년 보네르와 수리남; 2013년 보츠와나와 에스토니아; 2014년 터크스 케이커스; 2015년 몬테네그로와 세르비아; 2019년 방글라데시, 뉴질랜드, 탄자니아 및 미국령 버진 아일랜드; 2021년 케냐와 루마니아; 다른 선수들은 2022년에 마지막으로 경쟁했다.

## 선정 위원회 심사위원
- Dr. Camila Guiribitey – 쿠바 자선가 및 기업가
- 에밀리오 에스테판 – 쿠바의 라틴 음악가, 음악 프로듀서.(본선 방송만) 미스유니버스 2004 심사위원 경력
- 에바 카발리(Eva Cavalli) – 패션 디자이너, 미스 유니버스 1977 오스트리아 출신 1위(준우승)
- 파리아나 – 콜롬비아 배우 겸 가수
- 가브리엘라 곤잘레스 – 멕시코 패션 디자이너
- 게리 네이더(Gary Nader) – 레바논-도미니카 공화국 미술품 수집가
- 지안루카 바치(Gianluca Vacchi) – 이탈리아 기업가, 인터넷 인물, SEA Societa Europea Autocaravan 사장
- 제시카 카릴로(Jessica Carrillo) – 텔레문도(Telemundo)의 멕시코 뉴스 기자
- 레레 폰스 – 베네수엘라계 미국인 가수, 배우, YouTube 인물
- 마가렛 가드너 – 남아프리카 공화국의 저널리스트이자 미스 유니버스 1978 우승자
- 마이클 신코(Michael Cinco) – 두바이에 거주하는 필리핀 패션 디자이너
- 노바 스티븐스 – 옹호자 및 미스 유니버스 캐나다 2020 우승자 국적 케냐 출신 (본선 미순위 참가자)

### 최종 결과

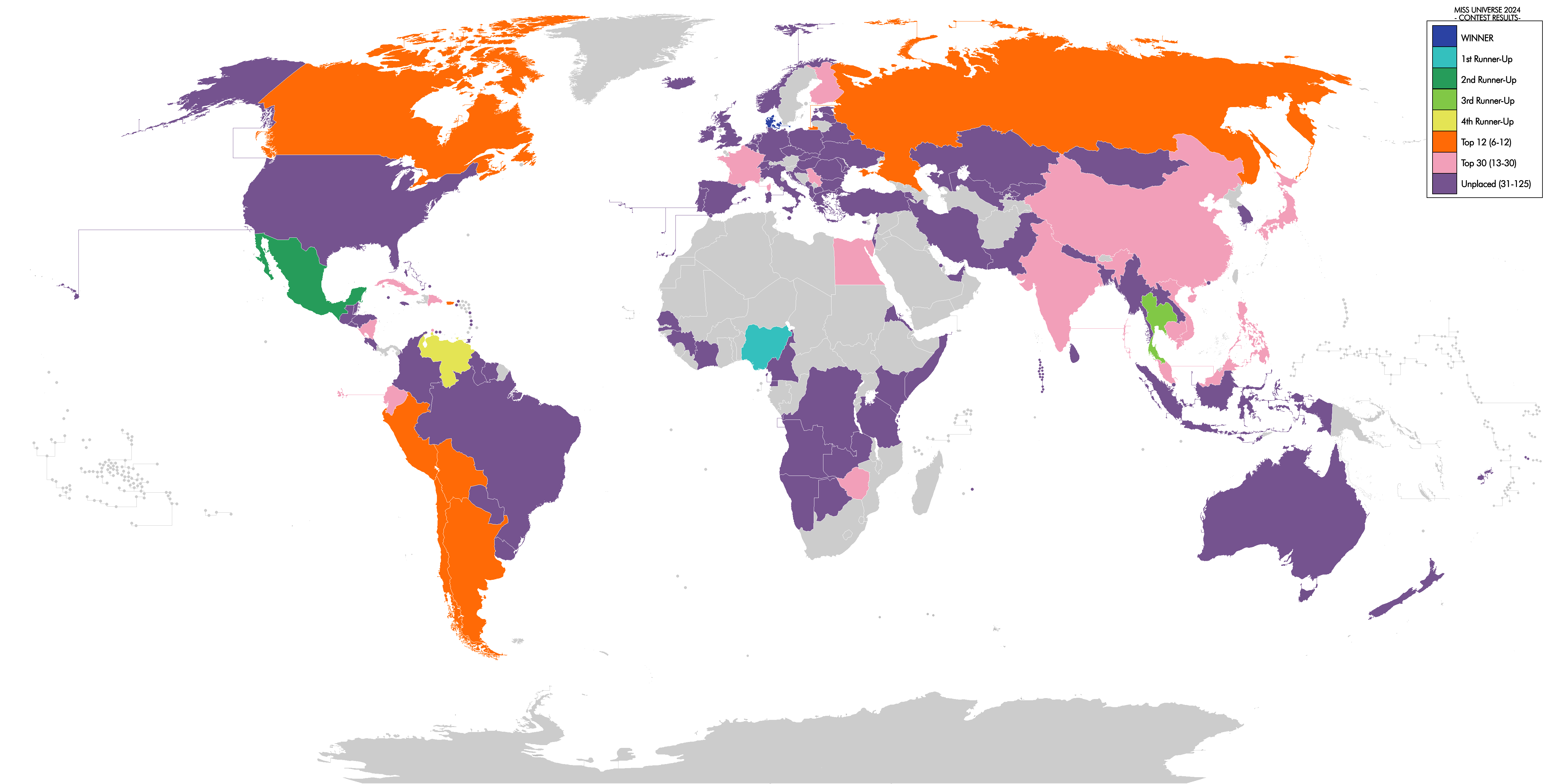
Miss Universe 2024 participating nations and results

| 득점결과           | 참가자 |
| ------------------ | --- |
| 미스 유니버스 2024 | - 덴마크 – 빅토리아 키에르 테일비그 |
| 2위                | - 나이지리아 – 치디마 아데치나 |
| 3위                | - 멕시코 – 마리아 페르난다 벨트 |
| 4위                | - 태국 – 수차타 추앙스리 (폐위) |
| 5위                | - 베네수엘라 – 일레아나 마르케스 |
| Top 12             | - 아르헨티나 – 마갈리 베네얌 - 볼리비아 - 줄리아나 바리엔토스 - 캐나다 – 애슐리 캘링불 - 칠레 – 에밀리아 디데스 § - 페루 – 타티아나 칼멜 - 푸에르토리코 – 제니퍼 콜론 - 러시아 – 발렌티나 알렉세바 |
| Top 30             | - 아루바 – 아누크 에만 - 캄보디아 - 다빈 프라시트 - 중국 - 지아 치 - 쿠바 - 마리아넬라 안체타 - 도미니카 공화국 - 셀리니 산토스 - 에콰도르 - 마라 토피치 - 이집트 - 로기나 살라 - 핀란드 - 마틸다 비르타부오리 - 프랑스 - 인디라 암피오 - 인도 - 레아 싱하 - 일본 - 카야 차크라보르 - 마카오 - 카산드라 치우 - 말레이시아 - 산드라 림 - 니카라과 - 게이셀 가르시아 - 필리핀 - 첼시 마날로 - 세르비아 - 이바나 트리시치 - 베트남 - 응우옌 카오 꽌 두옌 - 짐바브웨 - 사킬레 두베 |